# GLS-Bank

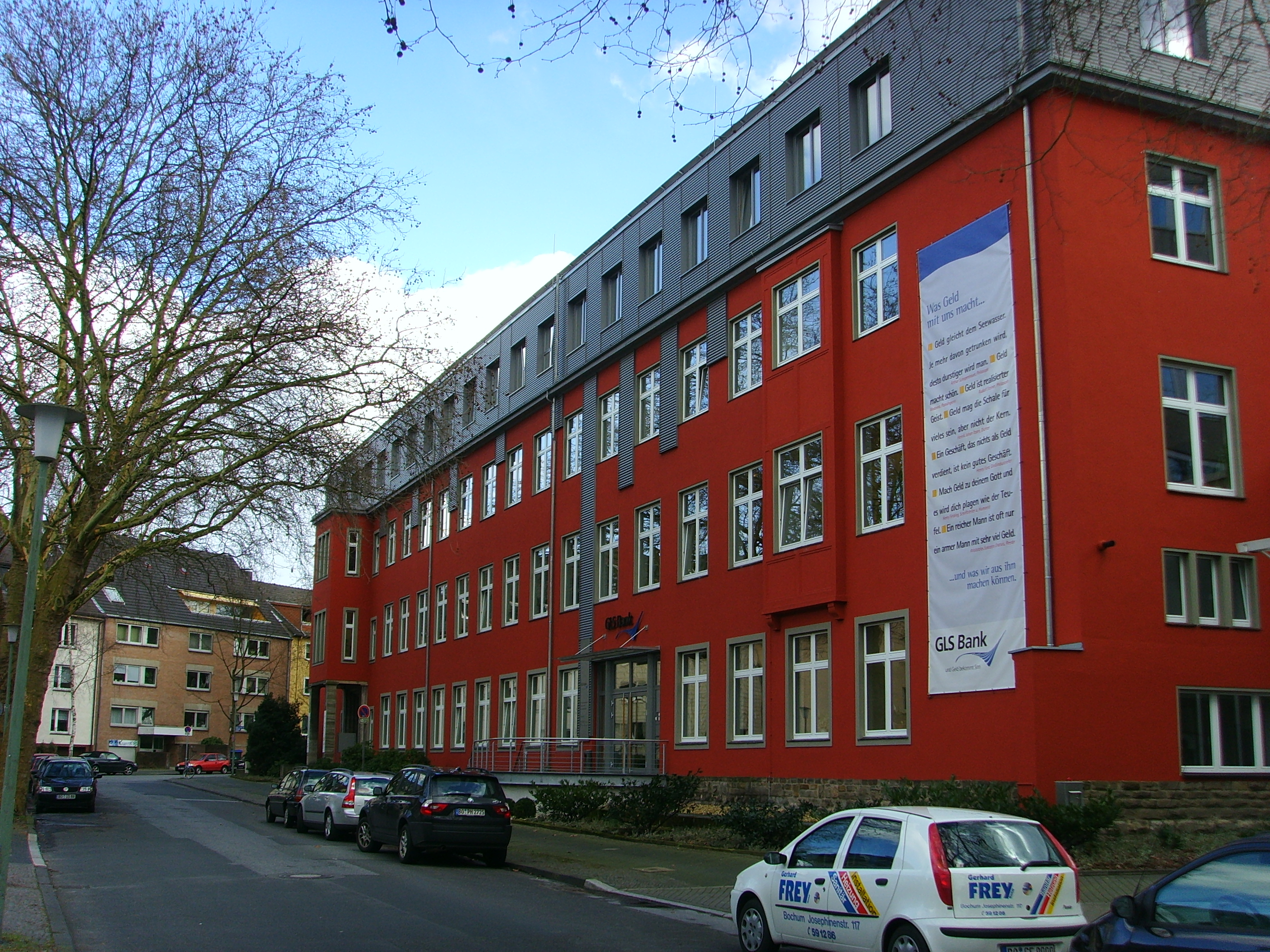
Главный офис GLS-Bank в Бохуме, Германия (фото марта 2007 года)

GLS Gemeinschaftsbank eG (нем. Gemeinschaftsbank für Leihen und Schenken) — немецкий банк, основанный в 1974 году сторонниками антропософской философии.
Центральное отделение — в Бохуме, также есть отделения в городах: Мюнхен , Гамбург, Франкфурт на Майне, Штутгарт, Фрайбург, Берлин.
Банк взаимодействует с баварской системой региональных денег Кимгауер (беспроцентное кредитование).